# うみねこのなく頃に散 episode5 - End of the golden witch
『うみねこのなく頃に散 episode5 - End of the golden witch』（黄金の魔女の終わり）は、同人サークルである07th Expansionが製作している同人ゲーム『うみねこのなく頃に』の、シリーズ第5作である。
シリーズ後編となる本作から、タイトルは『うみねこのなく頃に散』（うみねこのなくころにチル）となった。
2009年8月15日のコミックマーケット76において発表され、販売開始された。タイトルは『うみねこのなく頃に散』と、「な」を赤文字で表記する。

## 概要
タイトルが『うみねこのなく頃に散』に変わり、前半4作品の「問題編」により提示された数多くの謎と証拠を元に、真相への推理を行っていく新シリーズ「展開編」の幕開けとなった。作品中において、基本的に前半4作品の中に「推理を行うための情報」はすべて提示されている…とされる。
本作では、「探偵」役が登場し、ノックスの十戒が作中で重要な位置をもって現れるなど、ミステリー色の高い作風となっている。ただし、本作で登場する多くのミステリー要素は、主人公である戦人の推理を苦しめる役割をもって登場するため、前話までの「ファンタジーとの対決」というテーマとは逆に、「ミステリーとの対決」とでもいうべきストーリーが展開する。

## ストーリー
前話の最後に、魔女ベアトリーチェが戦人の推理に打ち砕かれたため、ベアトリーチェは自我を失ったような状態に陥っていた。一方、戦人もまたベアトリーチェが出した最後の謎が解けずに、いまだ縁寿の元に帰還できずにいた。このため、ベアトリーチェのゲームは中断。これに不満をもった魔女ラムダデルタと魔女ベルンカステルは、ベアトリーチェのゲーム盤をのっとり、自分たちだけで第5のゲームを開始する。
戦人の代わりにプレイヤーとなったベルンカステルは、ニンゲン側の新たなコマとして、新たな登場人物「古戸ヱリカ」を派遣。「探偵」を名乗るヱリカは、上層界のベルンカステルから与えられた奇跡の力「探偵権限」を駆使し、黄金の碑文から殺人事件まで、六軒島の様々な謎を破竹の勢いで解決。魔女幻想のヴェールを次々に剥ぎ落としていく。
しかし、探偵・ヱリカの暴力的なまでに愛のない推理に不快感を表した戦人は、探偵の推理とは別の真実を探るべく、ヱリカの前に立ちふさがる。

## 事件と謎
本作の殺人事件は人間には到底行えないであろう殺人が多々ある。それを魔女の仕業なのか人間の仕業なのかを見極めるのが、本作の大きな分岐点となる。
また、死体の一部は碑文に見立てられて殺されており、殺人が行われた場所には魔法陣や魔女からの手紙が残されている。これらの小道具の存在が「魔女ベアトリーチェが魔法によって殺人を犯した」という印象を登場人物たちに与えている。
本話では全ての物語が語られる前にゲームに決着がついてしまうため、それまでのエピソードと違って殺人が行われる数が少ない。
（被害者の欄の横に書かれたカッコ内は見立ての内容を示す）

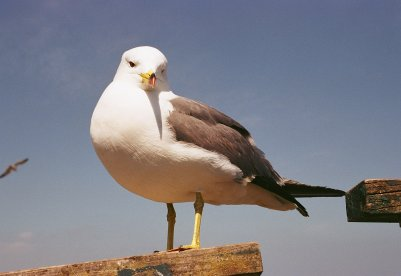
ウミネコ

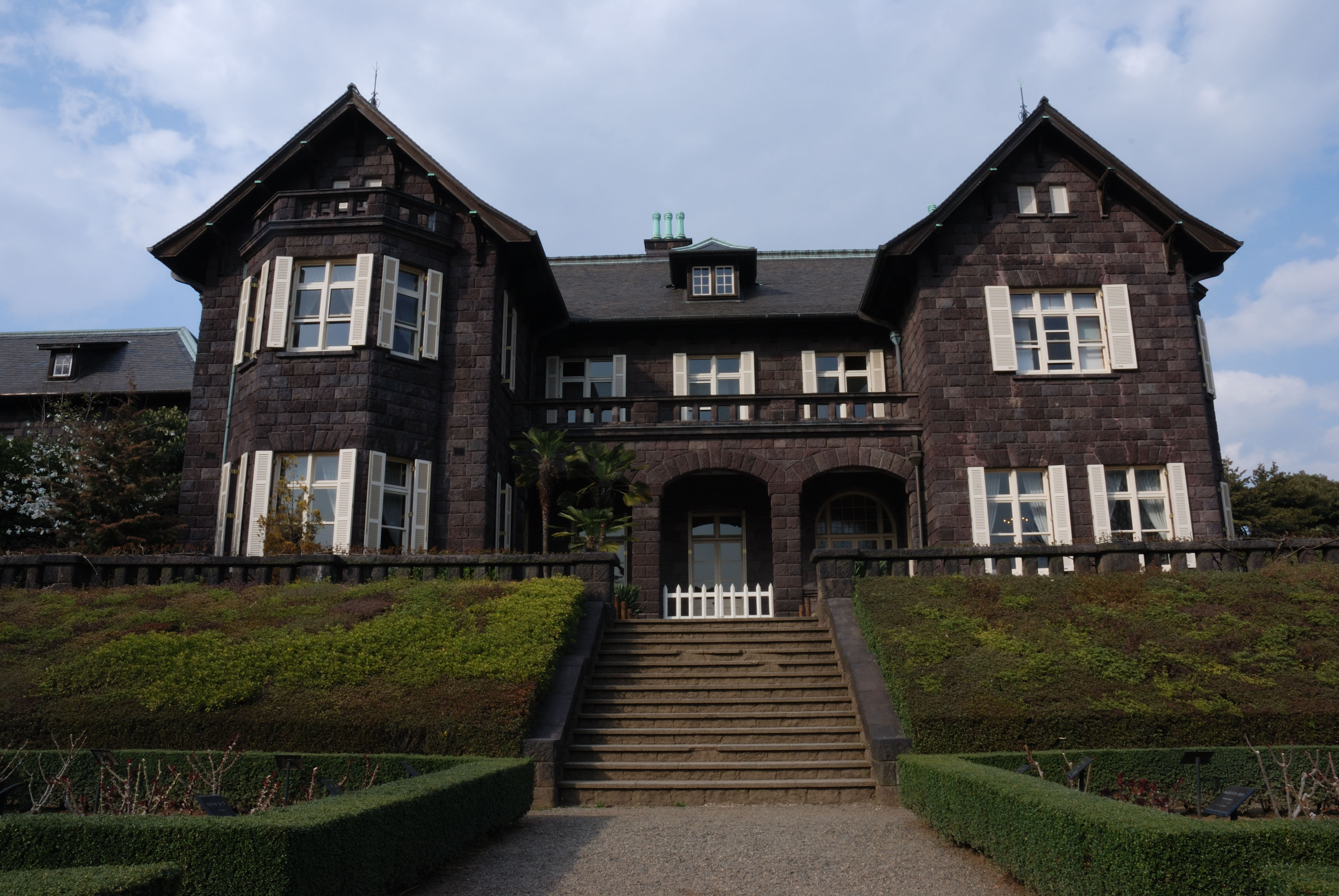
旧古河庭園 洋館

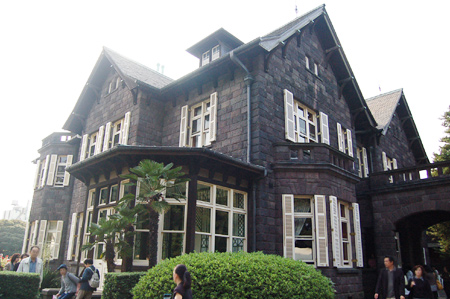
旧古河庭園 洋館

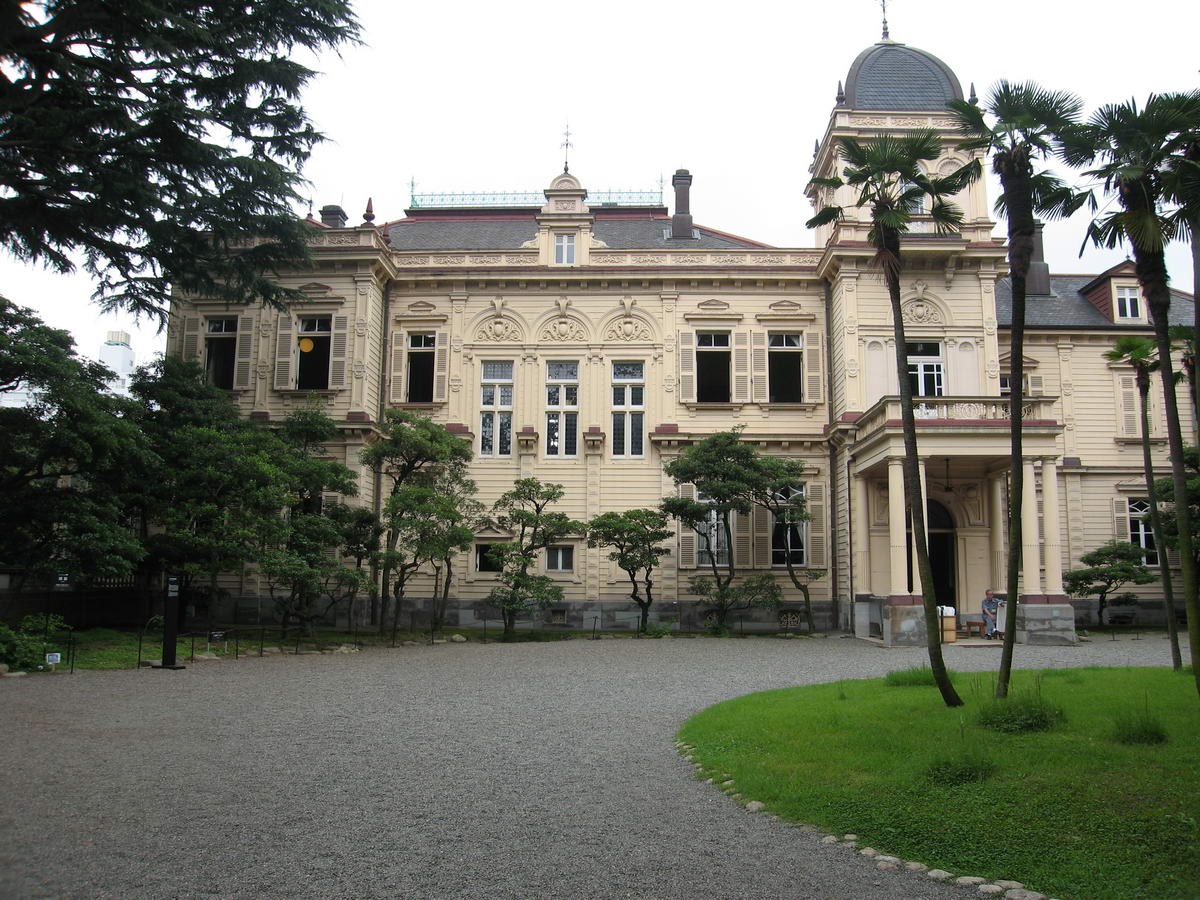
旧岩崎庭園 洋館

第1の事件 「深夜0時の手紙」
10月4日の夜。黄金を発見した戦人を処遇をどうするかを巡って、屋敷本館の客間にて蔵臼、夏妃、留弗夫、霧江、絵羽、秀吉が親族会議を行っていた。時計が深夜0時の鐘を告げる直前、何者かが客間の扉をノック。扉を開くとそこには誰もおらず、ただ封蝋がされた手紙のみがおかれていた。その手紙の中にはなんと金蔵が持つはずの当主の指輪が。留弗夫らはこれは碑文を解いた戦人を金蔵が当主と認めて今ここにおいていったのだと主張するが、金蔵がすでに死んでいることを知る蔵臼と夏妃はそんなことはありえないと反論。しかし、「金蔵がすでに死んでいる」ことをバラすわけにはいかない二人は明確な反論ができない。一体、この手紙は誰がおいたのか？
後にメタ世界で行われる幻想法廷において、この時間帯にノックが可能であった人物が一人もいないことが赤字で語られている。果たして真相は？
第2の事件 「いとこ部屋の首切り殺人」
被害者 … 朱志香、譲治、真里亞、楼座、源次、蔵臼（第一の晩・六人の生贄）
ゲストハウス二階で寝ていた朱志香、譲治、真里亞、楼座の4人が、10月5日の朝に死体で発見された。首を鋭利な刃物で切られており、それが死因とみられる。また、屋敷本館の使用人控え室で源次が同じ死に方で発見される。さらには、蔵臼が朝から行方不明になっていた。死体を発見した生存者たちは一旦現場を離れたが、アリバイがなかった夏妃が生存者たちと合流して現場を再確認したところ、全ての死体が消失していたという怪現象が発生した。なお、死体消失前の現場は密室であった。
アリバイがないのは行方不明の蔵臼、書斎にとじこもったままの金蔵、そして夏妃である。しかし金蔵は実はすでに1年以上前に死んでいることがメタ世界の赤字で判明しており、蔵臼もまた殺されたことがメタ世界の赤字で判明している。
第3の事件 「書斎密室」
痛ましい事件が起こったことにより、蔵臼と夏妃を除く全員は金蔵に報告しにいかなくてはならないと強く主張。蔵臼と夏妃はそれに反対するがこの非常時では二人の方が分が悪い。金蔵の書斎は強引に開かれ、当然、中には金蔵はいない。この点について金蔵の死を蔵臼・夏妃が隠していたのではないかということを薄々感じていた他の親族は二人を追及する。
書斎は親族たちによって開かれるまで密室状態。蔵臼・夏妃が言うように金蔵が今朝からずっとこの部屋に閉じこもっていたなら、この部屋の中にいないとならない。密室から人が消えるなどということは「魔法」でしかありえないのだから。魔法を否定するならば、金蔵ははじめからこの部屋にはいなかったことになる。
魔法抜きで金蔵は生きているという「幻想」を維持するためには、密室の書斎から金蔵が現実的な手段で脱出したというトリックを“でっちあげる”必要がある。果たしてそのトリックとは…。
第4の事件 「屋敷客室」
被害者 … 秀吉（第二の晩・寄り添う二人？）
“19年前の男”を名乗る怪人物に蔵臼を人質にとられた夏妃は、“19年前の男”の電話からの指示の言いなりになっていた。「10月5日の13時に屋敷客室のクローゼットに一時間隠れ続けろ」という電話の指示に従った夏妃だが、隠れている間に客室に秀吉がやってくる。夏妃は声だけしか聞こえなかったが、そこで「何者か」が別に現れて秀吉と争いを起こした様子がうかがえた。しばらくして夏妃がクローゼットから出ると、秀吉が背中を「煉獄の七杭」に貫かれた形で死体になっているのを発見。
ヱリカの指示で現場検証が行われるが、アリバイを証明できないのは夏妃だけ。“19年前の男”によって罠にはめられたような形になってしまい、ヱリカの「推理」によって夏妃は犯人にしたてあげられてしまうのだが…。

## TIPS
探偵権限
奇跡の魔女ベルンカステルによって、探偵・古戸ヱリカに与えられた特殊な権限。ゲーム盤の登場人物は誰も探偵の現場検証を止めることはできない、探偵は検証可能な情報を誤認しない、探偵は犯人には決してならない、など、「本格ミステリー」の探偵に求められるいくつもの能力と条件がそろえられている。
アイゼルネ・ユングフラウ
前話までこの物語がファンタジーであると主張する魔女の刺客として「魔界の悪魔たち」がメタ世界に登場していたが、今話からはこの物語がミステリーであると主張する「天界の天使たち」がメタ世界に登場する。アイゼルネ・ユングフラウはそのミステリー側の刺客の勢力の一つであり、天界大法院に属する異端審問機関である。ドラノール・A・ノックスをリーダーとし、後述するノックス十戒を駆使してファンタジーを否定する。
ノックス十戒
アイゼルネ・ユングフラウの主席異端審問官ドラノール・A・ノックスがよりどころにする十の戒律。推理小説の決まりごととして知られるノックスの十戒と酷似した戒律であり（第五条が欠番とされ、第九条の内容が一部異なる）、ドラノールは“ベアトリーチェのゲーム盤で起こる物語”においてノックス十戒に反する現象が起こることを否定できる。これはファンタジーを強要しようとする魔女だけでなく、ファンタジーを否定しようとする側にも課せられる戒律で、十戒に反する推理では相手に反論することができない。このため、戦人の推理は前話よりもはるかに制限がかけられてしまっている。
ドラノール曰く、「（本格ミステリーという立場からの）高慢でも批判でもなく、時に読者と筆者の橋渡しとなり、時に杖となる」存在。戦人は終盤でこの十戒を用いた推理を行い、全てのゲームの真相にたどり着くことに成功した。
19年前の男
今回の物語で夏妃を電話で脅迫した謎の男。夏妃が19年前に死なせてしまった「夏妃の養子になるはずだった赤ん坊」が成長した姿だと自称する。右代宮一族への復讐をしにきたようなことをほのめかすが…。
ゲームマスター
過去にベアトリーチェがその権限を持っていた、ゲーム盤の真相を理解し、その上でテキストを紡ぐことのできる存在。ベアトリーチェがその座を自ら降りた後はラムダデルタが後任にあたり、第五のゲームを紡いだが、クライマックスで戦人が全ての真相を理解し、魔術師と認められたことから彼がゲームマスターの座を継ぐことになる。赤き真実に時に劣り、時に勝るとされる（詳細は不明）『黄金の真実』を紡ぐことができる。

## 漫画
スクウェア・エニックス刊『月刊ガンガンJOKER』で2010年11月号から2012年12月号まで連載された。
作画：秋タカ
1. ISBN 978-4-7575-3207-6 2011年4月22日 初版発行
2. ISBN 978-4-7575-3452-0 2011年12月22日 初版発行
3. ISBN 978-4-7575-3556-5 2012年4月21日 初版発行
4. ISBN 978-4-7575-3700-2 2012年8月22日 初版発行
5. ISBN 978-4-7575-3825-2 2012年12月22日 初版発行
6. ISBN 978-4-7575-3826-9 2012年12月22日 初版発行

## 小説
著：竜騎士07 イラスト：ともひ 考証協力：KEIYA 講談社BOX
- うみねこのなく頃に散 Episode5 上 ISBN 978-4-06-283757-6 2012年7月18日 初版発行
- うみねこのなく頃に散 Episode5 下 ISBN 978-4-06-283811-5 2012年12月18日 初版発行

## ソフトウェアの不具合
Windows Vistaの環境で本作をプレイすると、あるシーンでソフトが強制終了してしまう不具合が発生する場合がある。
これは、一部Vistaにて、Ogg形式で収録されているBGMのうち、「黄金の影修正版（ラック眼力）.ogg」「隣死 mu.ogg」「誘い.ogg」「螺旋_Choir.ogg」の4つが正常にインストールされないことによって起こり、不具合が発生した場合は、手動で前述のファイルをコピー・アンド・ペーストして保存する必要がある。
なお、Windows XP以前の環境では、この不具合は発生しない。

## 主題歌
- オカルティクスの魔女
  - 作詞：志倉千代丸、作曲：志倉千代丸
  - 歌：Ayumu (Zwei)